# 84gy busz (Budapest, 1984–1990)
A budapesti 84-es (gyors 84-es) jelzésű autóbusz a Moszkva tér és Újpest, Szilágyi utca között közlekedett. A járatot a Budapesti Közlekedési Vállalat üzemeltette.

## Története
Először 1978. március 20-án indítottak 84-es jelzéssel gyorsjáratot, ekkor építési munkálatok miatt a Moszkva tér és a Gyöngyösi utca között közlekedett a Váci út–Árpád híd–Korvin Ottó utca–Lajos utca–Árpád fejedelem útja–Horváth utca–Fazekas utca–Széna tér útvonalon. Az építkezések befejezése után, 1978. szeptember 29-én megszüntették.
1984. augusztus 11-én indult újra, ekkor a Moszkva tér és Újpest, Szilágyi utca között a megszűnő 84-es busz helyett közlekedett, majd a M3-as metróvonal Árpád híd és Újpest-Központ közötti szakaszának átadásával 1990. december 14-én megszüntették párhuzamos közlekedés miatt, így forgalmát az újrainduló 84-es vette át, Amely az Árpád híd metróállomásig rövidült.

## Útvonala
| Újpest, Szilágyi utca felé | Moszkva tér felé |
| --- | --- |
| A táblázatban az eredeti útvonal van feltüntetve. Megszűnése előtt a metróépítés miatt az Árpád híd és Újpest-Városkapu környékén, mindkét irányban terelve közlekedett.                                                                             | |
| Moszkva tér vá. – Széna tér – Margit körút – Bem József utca – Bem rakpart – Árpád fejedelem útja – Zsigmond tér – Lajos utca – Pacsirtamező utca – Árpád híd – Róbert Károly körút – Váci út – Árpád út – Szilágyi utca – Újpest, Szilágyi utca vá. | Újpest, Szilágyi utca vá. – Szilágyi utca – Árpád út – Váci út – Váci út — Róbert Károly körút – Árpád híd – Pacsirtamező utca – Lajos utca – Zsigmond tér – Árpád fejedelem útja – Üstökös utca – Török utca – Margit körút – Széna tér – Moszkva tér vá. |

## Megállóhelyei
| 0  | Moszkva tér végállomás                  | 37 | 4, 6, 18, 56, 59, 61 5, 12, 21, 21, 22, 22, 28, 39, 49, 56, 56E, 128, 156, 158, Vár |
| 2  | Szász Károly utca                       | 35 | 4, 6                                                                                |
| 4  | Fő utca                                 | ∫  | 86                                                                                  |
| 5  | Margit híd                              | ∫  | Szentendrei HÉV 4, 6, 17 6, 26, 60, 86, 86, 91, 191                                 |
| ∫  | Margit körút                            | 33 | 4, 6, 17 26, 91, 191                                                                |
| 6  | Komjádi Béla Uszoda                     | 31 | 6, 60, 86                                                                           |
| 9  | Kolosy tér                              | 28 | Szentendrei HÉV 17 6, 29, 60, 65, 65A, 86, 86, 165                                  |
| 11 | Tímár utca                              | 26 | 6, 86                                                                               |
| 13 | Kiscelli utca                           | 24 | 6, 86, 86                                                                           |
| 17 | Népfürdő utca                           | 20 | 1 26, 106, 133                                                                      |
| 20 | Váci út (↓) Árpád híd (↑)               | 17 | 1 3V, 26, 32, 32, 43, 106, 120, 133                                                 |
| 24 | Fiastyúk utca (korábban: Thälmann utca) | 13 | 3V, 43                                                                              |
| 26 | Gyöngyösi utca                          | 11 | 3V, 4, 4A, 4, 43                                                                    |
| 29 | Árpád út (↓) Váci út (↑)                | 8  | 3V, 43, 96, 104, 104A                                                               |
| 32 | Bajcsy-Zsilinszky út                    | 5  | 12, 14 3V, 20A, 30, 30, 96, 104, 104A, 120, 147                                     |
| 34 | Tito utca                               | 3  | 3V, 20, 20, 20A, 96, 104, 104A                                                      |
| 37 | Újpest, Szilágyi utca végállomás        | 0  | 3V, 47, 121, 125                                                                    |